# Schloss Berhometh

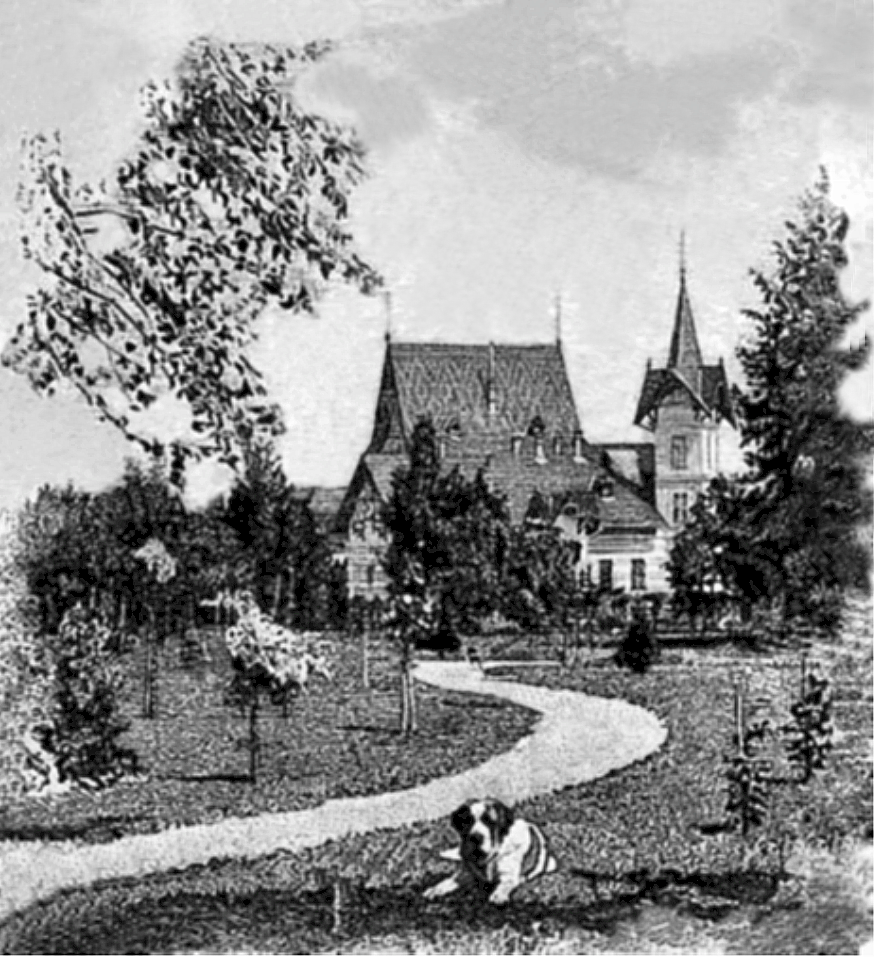
Schloss Berhometh, um 1900

Schloss Berhometh (rumänisch Castelul Berhomet) war der Sitz der gräflichen Familie Wassilko von Serecki in Berhometh, im Herzogtum Bukowina. Das Schloss wurde 1915 während des Ersten Weltkrieges von der Russischen Armee geplündert und durch Abfackeln zerstört.

## Geschichte

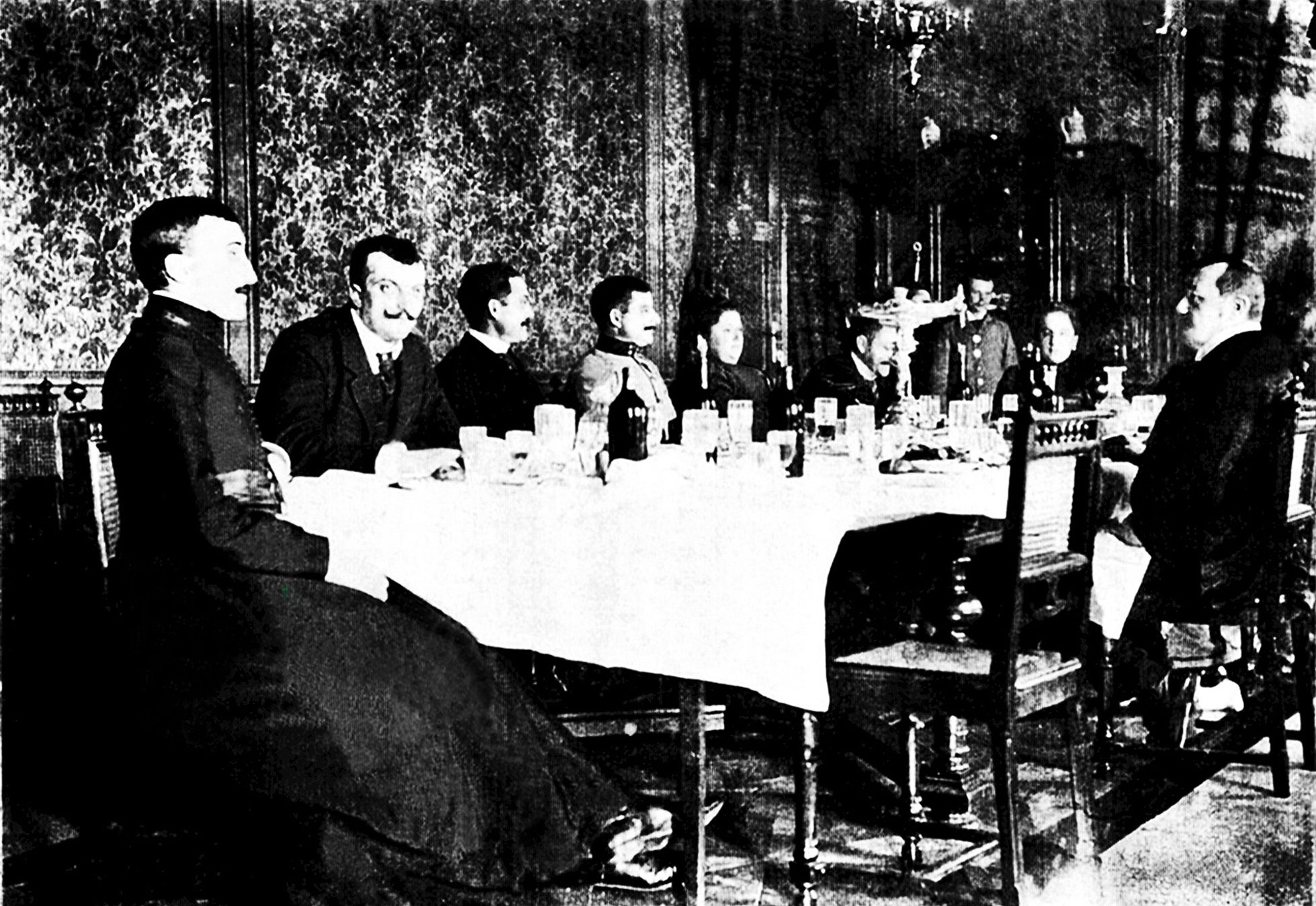
Familienfeier auf Berhometh, 1904

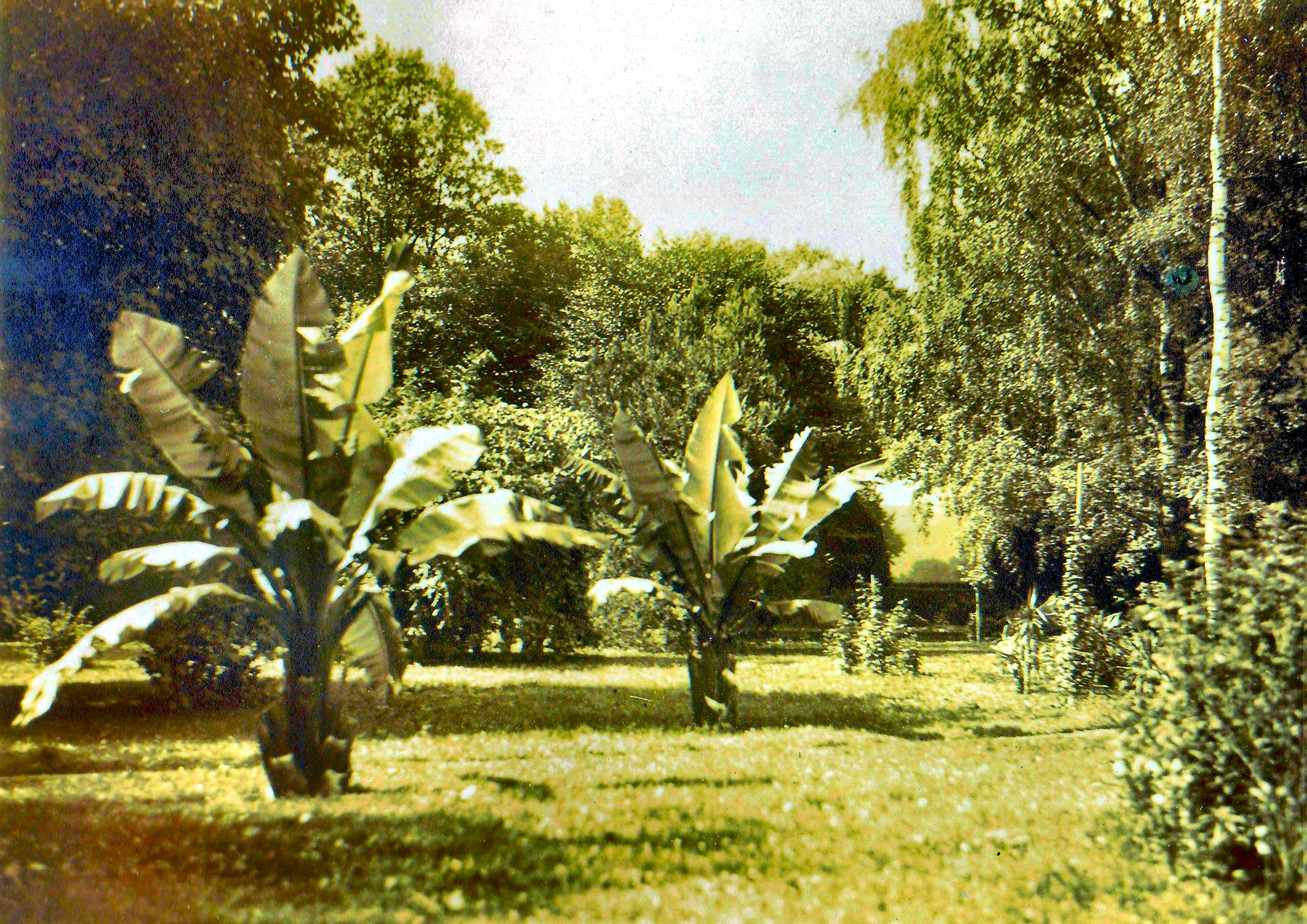
Schlosspark nach 1900, koloriert

Der Baubeginn des Schlosses kann auf die 1840er Jahre datiert werden, als Freiherr Jordaki Wassilko von Serecki begann, sein Herrenhaus auszubauen. Sein Sohn Alexander vervollständigte den Bau und ließ in den 1880er Jahren jenes Jahrhunderts den Turm errichten. Bereits zu Beginn seiner zweiten Amtszeit (1888–1991) sorgte er als Landeshauptmann der Bukowina für den Beginn der Elektrifizierung von Czernowitz und Region. Sein Stammsitz Berhometh profitierte als einer der ersten Orte außerhalb der Hauptstadt davon. Ein großer Park umgab das Gebäude. Das Gebäude bestand aus mehreren zusammenhängenden Teilen, der Hauptteil hatte, wie auch der Turm, ein hohes Satteldach. Die Fassade war teilweise im ländlichen Fachwerkhaus-Stil gestaltet.
Das Schloss und Anwesen war seit 1888 ein Teil des Fideikommiss der Familie Wassilko. Bei Ausbruch des Ersten Weltkriegs 1914 war es Eigentum des geheimen Rates und bukowinischen Landeshauptmanns Graf Georg Wassilko von Serecki.
Die Wiener Zeitung vom 26. Februar 1915 vermeldete: „Nebst den vielen Verwüstungen, welche durch die russischen Kosakenhorden in der Bukowina erfolgten, wurde auch das Schloss Berhometh am Sereth, Eigentum des geheimen Rates und Fideikommissbesitzers Georg Wassilko von Serecki, vor dem Einzug der Österreicher, durch von jenen gelegtes Feuer vollkommen eingeäschert.“
Ursprünglich hatte sich dort, nach den Anfangserfolgen im Krieg, der russische Generalstab einquartiert. Hierauf wechselten Einquartierungen russischer Offiziere, die wiederholt ihren Unmut darüber äußerten, dass der Besitzer nicht anwesend sei und für ihre Bewirtung nicht genügend vorgesorgt würde. Jede abziehende Abteilung nahm dann von den kostbaren Einrichtungsstücken, Möbel, Bilder, aber auch Geld und Preziosen sowie u. a., die sehr wertvolle Sammlung von Geweihen selbst erlegter Hirsche, die in der Wiener Jagdausstellung berechtigtes Aufsehen erzeugt hatte, mit. Weiter stahlen sie das wertvolle Vieh (darunter 300 Simmentaler Kühe), die zahlreichen Luxus- und Wirtschaftspferde samt Geschirr, bis endlich die letzten Abteilungen das Schloss vollständig ausgeplündert fanden. Beim letzten Durchzug wurden auch noch das Schloss und die Wirtschaftsgebäude im Februar 1915 in Brand gesteckt.

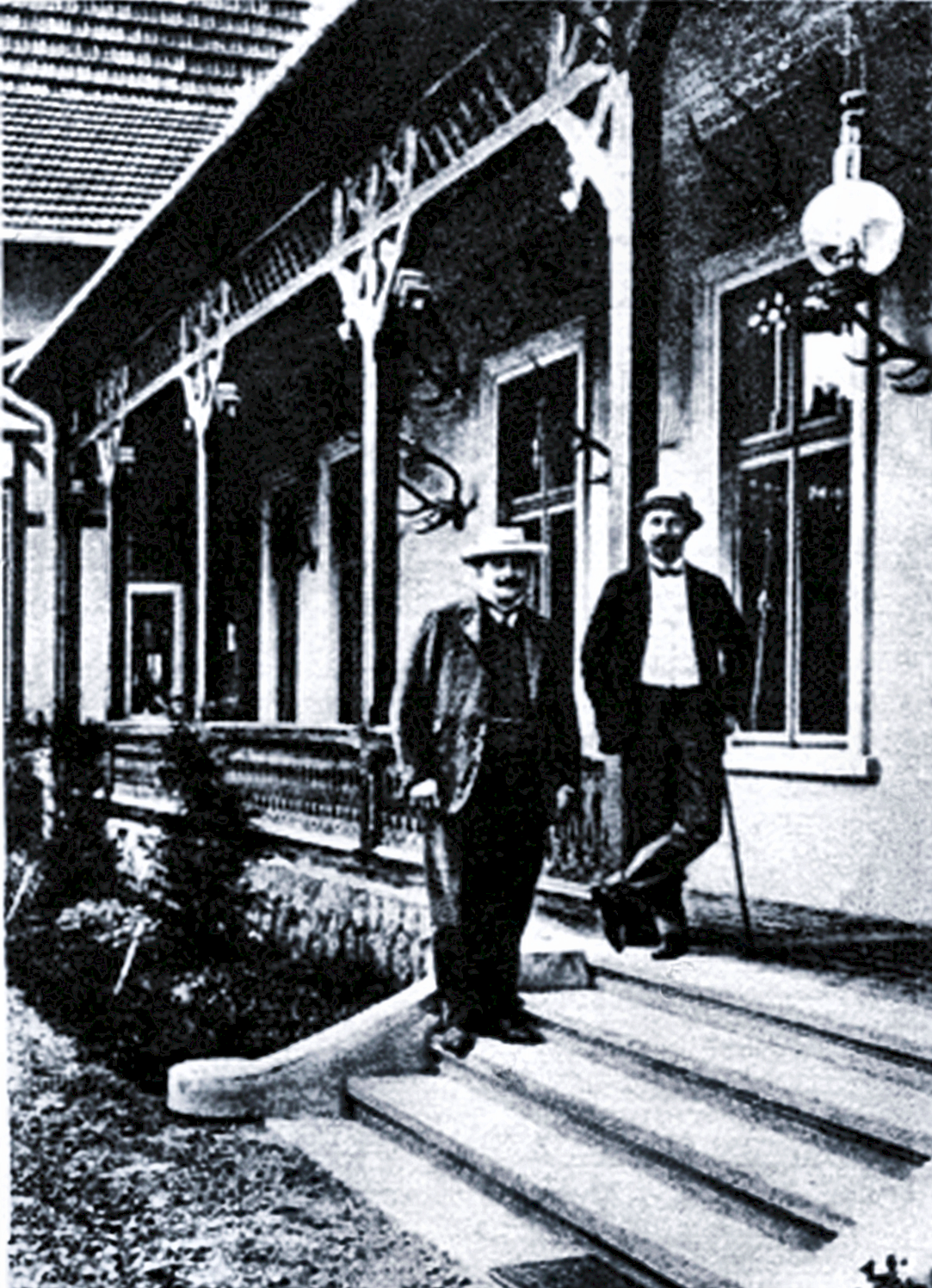
LP Prinz Hohenlohe und LH Graf Wassilko, Schloss 1904

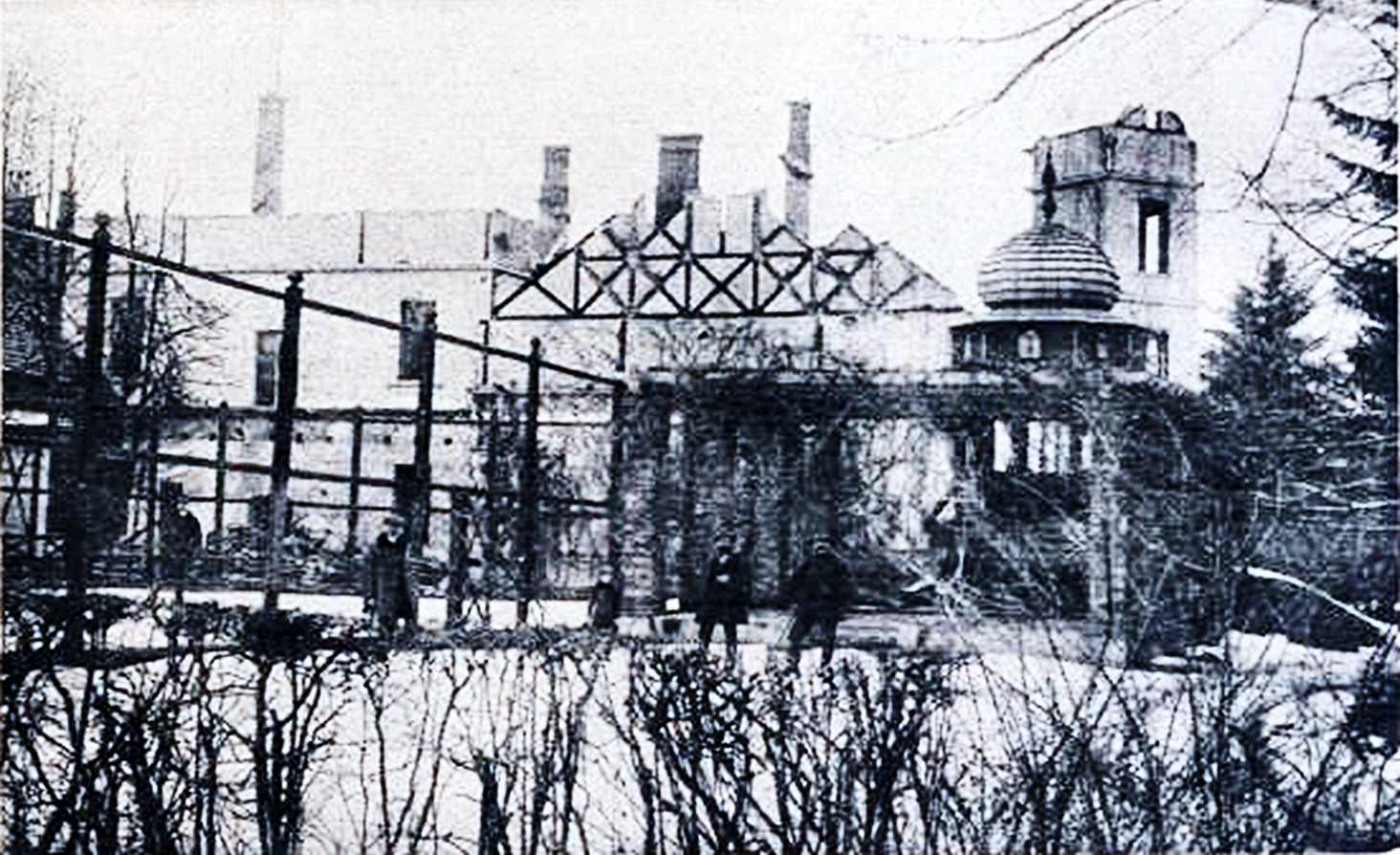
Schloss Berhometh, 1915

Bei der Brandlegung stiegen Kosaken auf das Dach und begossen es mit Benzin. Im Schloss wurden an verschiedenen Stellen Patronen gelegt, damit sie, sobald das Feuer um sich griff, explodieren sollen. Den Auftrag zur Brandlegung begründete der russische Kommandant damit, dass Graf Wassilko ein eigenes Regiment von Freiwilligen geschaffen habe, was eine Verwechslung mit dem Abgeordneten Nikolaus von Wassilko war, der ein freiwilliges ukrainisches Huzulenkorps aufgestellt hatte.
Die Russen richteten bei ihrem Rückzug im August 1917, nachdem sie das berühmte Kloster Putna mit dem Grabe des moldauischen Fürsten Ștefan cel Mare gänzlich ausgeraubt hatten, erneut ihr Augenmerk auf die Besitzungen der Familie Wassilko. Da sie ja schon bei der ersten Invasion das Stammschloss Berhometh ausgeplündert und dann eingeäschert hatten, wurde nun die große Dampfsäge nebst allen (wiederaufgebauten) Wirtschaftsgebäuden abgefackelt, ebenso das Schloss Mihowa, das Georgs Mutter, der Geheimratswitwe Katharina, geborene von Flondor gehörte, dem Erdboden gleichgemacht. Da auch das Dorf Berhometh zum großen Teil ein Raub der Flammen wurde, befand sich nunmehr auf dem ganzen, fünf Quadratmeilen umfassenden Areal der Wassilko’schen Fideikommissherrschaft nur noch ein größeres Gebäude, die Wohnung des Forstverwalters.
Das Schloss wurde nicht wieder aufgebaut, vielmehr ließ der Majoratsherr im riesigen Schlosspark, der bis heute teilweise erhalten ist, mehrere villenartige Gebäude errichten. Auch der Familienfriedhof existiert noch.